# 이용수 (1889년)
이용수(李鏞洙, 일본식 이름: 桓宗邦忠, 1889년 음력 11월 14일 ~ ?)는 일제강점기의 관료이다.

## 생애
함경남도 북청군 출신이다. 고향의 북청일어학교를 거쳐 사립북청고등학교를 1909년에 졸업하였다.
고등학교 졸업 후 대한제국 체제 하에서 경상남도 동래부에서 주사로 임명되면서 관계에 입문했다. 곧바로 한일 병합 조약이 체결되어 조선총독부 관리로 소속을 옮겼고, 함경남도 도서기를 거쳐서 1916년부터는 전라남도의 무안군, 영암군, 광주에서 근무했다.
1924년에 과장으로 승진하여 역시 전라남도의 장성군, 나주군, 광주 등지에서 근무했다. 1931년에는 총독부 군수로 승진하여 장성군수를 시작으로담양군과 구례군의 군수를 지냈다.
장성군수로 재직하던 1935년에 조선총독부가 편찬한 《조선공로자명감》의 조선인 공로자 353명 중 한 명으로 수록되었다. 이 책자에는 독서를 좋아하고 수양을 게을리 하지 않는다는 내용의 인물평도 실려 있다. 1934년에 훈6등 서보장을 수여받는 등 1935년을 기준으로 종7위 훈6등에 서위되어 있었다.
차남이 대한민국 신경외과학 분야의 개척자로 경북대학교 의과대학 학장을 지낸 이주걸이다.
2008년 발표된 민족문제연구소의 친일인명사전 수록예정자 명단 가운데 관료 부문에 포함되었다.

## 같이 보기
- 이주걸

## 참고자료
- 이용수(李鏞洙) - 국사편찬위원회